# 고려 의조
의조(懿祖, 생몰년 미상)는 신라 말기 송악 성주를 지낸 신라 시대 하위 귀족으로, 고려의 추존왕이다. 고려왕조실록(高麗王朝實錄), 성원록(高麗 聖源錄)과 왕대종족기(王代宗族記) 등에는 그의 성이 왕씨(王氏)라고 나와있고 정확한 그의 이름은 전하지 않는다. 일설에는 태조(太祖)의 할아버지로 이름은 작제건(作帝建)이라고 하나 이는 고려 의종 시기 전설과 민담집을 엮어 만든 김관의 등의 편년통록, 민지의 편년강목 등에 나오는 이름이라 정확하지는 않다. 왕국조와 정화왕후의 아들이다. 918년 고려 왕조의 성립 이후 묘호는 의조(懿祖), 시호는 경강대왕(景康大王)으로 추존되었다.

## 설화
아버지는 왕국조이고, 어머니는 송악의 부호였던 강씨(康氏) 보육의 딸 정화왕후이다. 하지만 조선시대 때는 왕씨에 대한 다른 설이 나타난다. 조선 세종 때인 1449년, 정인지가 편찬한 고려사는 김관의 등이 고려 의종 때 지은 편년통록, 민지가 지은 편년강목 등을 인용하여 의조 작제건의 탄생설화의 일설을 말하는데 아래가 그 내용이다.
당(唐)나라 선종(宣宗)의 나이 13세 때는 목종(穆宗)의 재위 때인데 장난 삼아 황제의 용상에 올라가 신하들에게 절[揖]하는 자세를 짓거늘 목종(穆宗)의 아들 무종(武宗)은 마음으로 그를 꺼려하더니 무종(武宗)이 즉위하매 선종(宣宗)이 궁중에서 해(害)를 만나 기절하였다가 다시 소생하여 몰래 빠져 나와 멀리 도망하여 천하를 두루 돌아다니며 고루 세상의 험난함을 맛보았다. 염관(鹽官)의 안선사(安禪師)가 그의 얼굴을 알아보고 대우가 특히 각별하였으므로 염관(鹽官)에 가장 오래 머물렀다. 또 선종은 일찍이 광왕(光王)이 되었는데 광군(光郡)은 곧 양주(楊州)의 속군(屬郡)이요 염관(鹽官)은 항주(抗州)의 속현(屬縣)이니 다 동해에 접하여 있어 상선이 왕래하는 지방이었으므로 화를 무서워하여 항상 깊이 숨지 못하는 것을 두려워하였다. 그러므로 산수를 유람하는 것으로 명목 삼아 상선을 따라 바다를 건넜다. 선종이 마가갑(摩訶岬) 양자동(養子洞)에 이르러 보육(寶育)의 집에 머무를 때 두 딸을 보고 기뻐하며 옷이 따진 곳을 꿰매 주기를 청하였다. 보육(寶育)은 중국에서 온 귀한 사람임을 알아차리고 마음 속에 "과연 술사(術士)의 말과 부합된다."고 생각하고 곧 큰딸로 하여금 명에 응하게 하였더니 문턱을 넘다가 코에 피가 흘러나오므로 진의(辰義)를 대신으로 드디어 천침(薦枕)하게 되었다. 기월(期月) 동안 머무르다가 임신하였음을 깨닫고 작별할 때 말하기를, <나는 당(唐) 나라의 귀성(貴姓)이라.> 하고 활과 화살을 주며 <아들을 낳거든 이것을 주라.>고 하였다. 곧 아들이 태어나니 작제건(作帝建)이다.

조선시대 기록에서는 충선왕이 원나라에 있을 때 원나라 한림학사가 왕에게 '듣건대 대왕의 조상은 당나라 숙종 황제에게서 태어났다고 한다는데, 그것은 어디서 근거한 말입니까? 사실 숙종은 어려서부터 한 번도 대궐 밖을 나간 일이 없고 안록산의 난이 있었던 때에는 영무에서 즉위하였으니 어느 틈에 조선에 가서 자식을 둘 수 있겠습니까?'라고 물었는데 충선왕이 대답을 못하자 (편년강목)의 저자 민지가 대신 대답하기를 '그것은 우리 국사에 잘못 쓰인 것입니다. 사실은 숙종이 아니고 선종이었습니다.'라고 대답한 일화가 있다. 하지만 작제건의 아버지는 왕국조이며 고려 말의 학자 이제현은 《왕대종족기(王代宗族記)》를 인용하며 의조(작제건)의 아버지가 당 숙종이라는 이야기를 허구로 규정하였다.
다른 전설에 의하면 그는 서해 용왕의 딸로서 자신이 우물로 들어가는 것을 보지 말라고 작제건에게 일렀다고 한다. 그러나 호기심을 이기지 못한 작제건이 용녀를 훔쳐보자, 작제건의 신의없음을 꾸짖고 서해로 가서 다시는 돌아오지 않았다고 한다. 그리고 작제건은 용녀의 신발로 대신 장사를 치렀다 한다. 한편 고려 왕실의 족보격인 《성원록(聖源錄)》은 그녀의 출신이 평주 (황해도 평산, 黃海道 平山)이며, 아버지는 두은점각간(頭恩坫角干)이라고 기록하고 있다.
여기서 두은점(頭恩坫)은 사람의 이름이고 각간(角干)은 신라의 관직명이다.

### 사후
능은 온혜릉(溫鞋陵)으로 동국여지승람과 신증동국여지승람, 대동운부군옥 등에 의하면 개성 만월동 광명사(廣明寺) 북쪽에 있다 한다.

## 가계
- 아버지 : 국조(國祖)
- 어머니 : 정화왕후(貞和王后), 강보육과 강덕주[6]의 딸
  - 부인 : 원창왕후(元昌王后)
    - 아들 : 세조(世祖, ? ~897)
    - 며느리 : 위숙왕후(威肅王后)
      - 손자 : 태조(太祖, 877~943 재위:918~943)

    - 아들 : 왕평달(王平達)
    - 며느리 : 미상
      - 손자 : 왕식렴(王式廉, ? ~949) 大匡
      - 손자 : 왕신(王信, ? ~926) 元尹
      - 손자 : 왕육(王育)

    - 아들 : 개성 왕씨(開城 王氏)
    - 며느리 : 미상
      - 손자 : 왕희순(王希順)
      - 손자 : 왕삼순(王三順) 元尹

    - 아들 : 개성 왕씨(開城 王氏)
    - 며느리 : 미상
      - 손자 : 왕만세(王萬歲) 大匡

    - 딸 : 개성 왕씨(開城 王氏)
    - 사위 : 미상

## 같이 보기
- 세조
- 왕건
- 강충
- 왕희순